# Noctis Fossae
Le Noctis Fossae sono una struttura geologica della superficie di Marte.